# 齿突羊耳蒜
齿突羊耳蒜（学名：Liparis rostrata）为兰科羊耳蒜属下的一个种。

## 扩展阅读
維基物種上的相關：齿突羊耳蒜